# Stenocoelium athamantoides
Stenocoelium athamantoides är en flockblommig växtart som först beskrevs av Friedrich August Marschall von Bieberstein, och fick sitt nu gällande namn av Carl Friedrich von Ledebour. Stenocoelium athamantoides ingår i släktet Stenocoelium och familjen flockblommiga växter. Inga underarter finns listade i Catalogue of Life.